# Gelai
Der Gelai (auch Gelei, Swahili: Mlima Gelai) ist ein 2942 m hoher Schildvulkan im Longido-Distrikt im Zentrum der zu Tansania gehörenden Region Arusha.
Der Vulkan liegt am Südostrand des Natronsees. Die Formen der Gipfelregion weisen Reste von Kraterbildungen auf. Die Hänge sind von unregelmäßig verteiltem Wald, zum Teil aus Bambus bestehend, bedeckt. Es treten kleinere semipermanente und saisonale Sümpfe und Teiche treten auf, sowie einige Quellen, die aber wieder versiegen. Die tieferen Hänge, besonders im Süden, sind mit zahlreichen parasitären Kratern, Dornbusch und Grassteppe bedeckt.

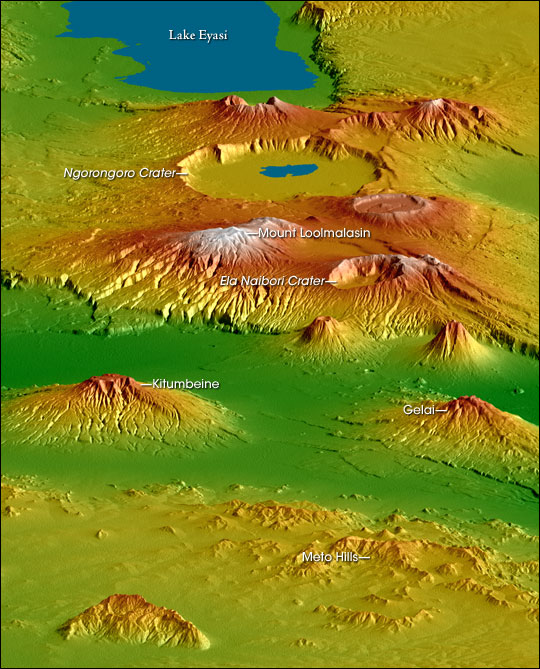
Topographische Karte der Crater Highlands. Der Gelai unten rechts.

Die Umgebung des Vulkans teilen sich zwei Bezirke des Distrikts Longido, nämlich: Gelai Lumbwa südlich und Gelai Meirumbwa nördlich. Der Vulkan befindet sich in dem als Crater Highlands bekannten geografischen Gebiet und ist ein Schildvulkan, der zuletzt im Pleistozän ausbrach.
Im Sommer 2007 ereigneten sich in der Gegend mehrere Erdbeben. Im Zusammenhang mit dem größten Erdbeben am 17. Juli bildete sich an der Südflanke von Gelai ein Nord-Nordost-orientierter Bruch oder schmaler Graben. Der Bruch könnte mit einem schmalen Dyke bis in eine Tiefe von etwa 4000 Metern verbunden sein.

## Naturschutzgebiet
Das Gelai Forest Reserve (GFR) ist ein Naturschutzgebiet der lokalen Regierung, das 1955 gegründet wurde und etwa 2341 Hektar um die isolierte Spitze des Gelais umfasst. Einheimische haben ca. 452,7 Hektar des Waldes in der Zwischenzeit besiedelt.
Der Hauptteil des Waldes wird von Sträuchern, Kräutern und Gras dominiert, in höheren Lagen gibt es trockenen Bergwald, der jedoch nur in Flussgebieten ein geschlossenes Blätterdach aufweist. Wie in weiteren Gebieten im östlichen Distrikt Longido ist die Wildtierjagd streng reguliert.

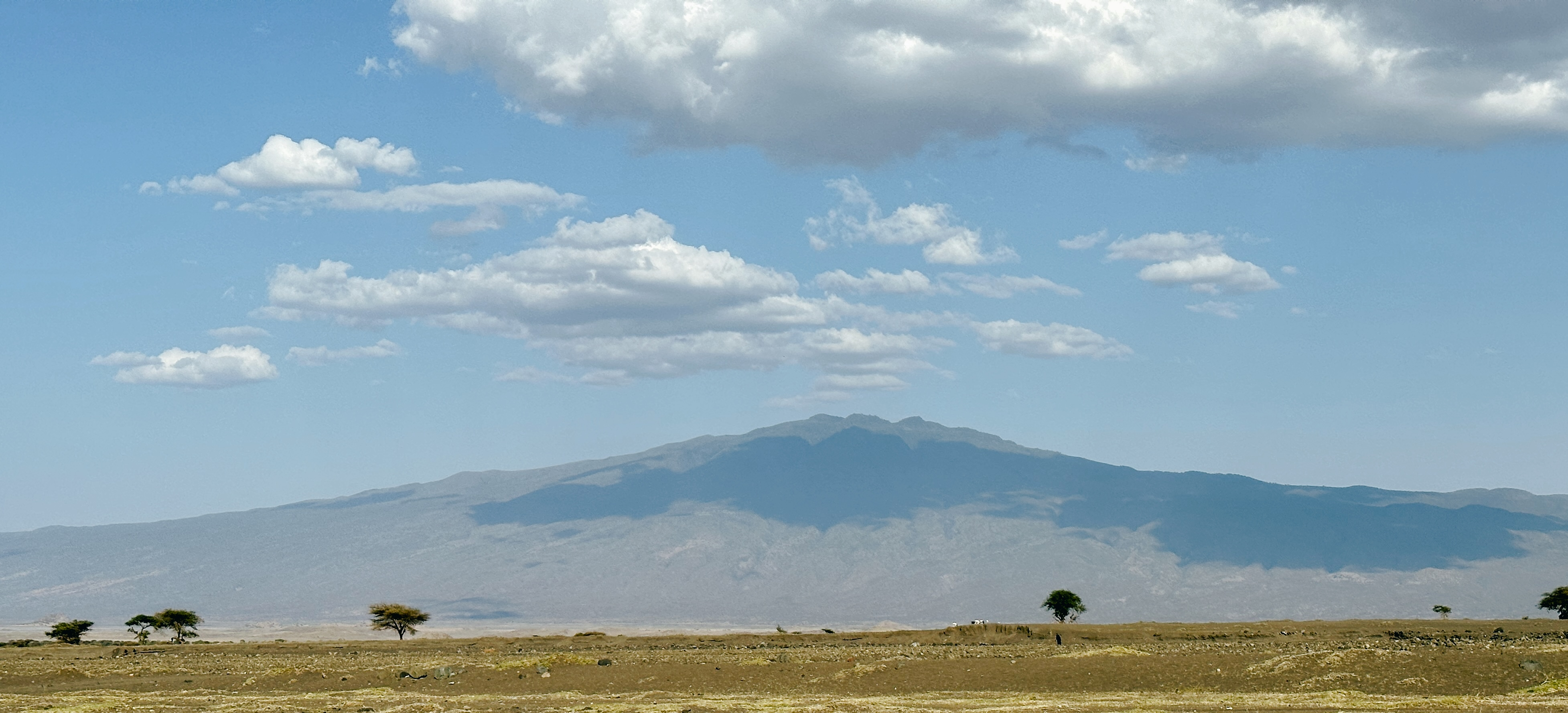
Panorama des Gelai

Fünf Siedlungen der Massai umgeben den Wald: Alaililai, Lumbwa, Meirugoi, Magadini und Loondolou Esirwa. Zu ihren wichtigsten sozio-ökonomischen Aktivitäten der Bevölkerung gehören Viehzucht, Landwirtschaft und Kleinstunternehmen. Weitere menschliche Aktivitäten wie Holzeinschlag, Holzkohleverbrennung, Viehweidung und Landwirtschaft gefährden diesen vom Bezirksrat Longido kontrollierten Wald.